# Wydział Krajowy
Wydział Krajowy – działający w latach 1867-1922 jeden z czołowych organów autonomicznej administracji Galicji

## Kompetencje i zakres działania
Pozycja Wydziału Krajowego została uregulowana przez dyplom październikowy, który wprowadził autonomię w poszczególnych krajach koronnych Przedlitawii, oraz dualizm władzy reprezentowanej z jednej strony przez aparat rządowy z Namiestnictwem na czele, z drugiej strony przez instytucje autonomiczne na czele z Sejmem Krajowym i Wydziałem Krajowym. Wydział krajowy spełniał funkcje przekazane przez Statut Krajowy i przez późniejsze ustawodawstwo. Spełniał także funkcje obsługi Sejmu Krajowego w tym jego komisji parlamentarnych. To Wydział m.in. prowadził zadanie budowy nowego gmachu Sejmu. Był także odpowiedzialny za korespondencję Sejmu z władzami rządowymi, m.in. za przekazywanie uchwalonych przez Sejm ustaw do sankcji cesarskiej, jak i za przedstawianie na forum Sejmu rządowych przedłożeń. Wydział Krajowy miał także prawo inicjatywy ustawodawczej (jego przedłożenia nie mogły być przez Sejm odrzucone, nie obowiązywało w ich przypadku także pierwsze czytanie).
Przede wszystkim jednak Wydział sprawował bieżącą administrację spraw należących do kompetencji Sejmu Krajowego. Przejął on także zarząd majątkiem "domestykalnym" (majątkiem byłych Stanów Galicyjskich) oraz funduszów krajowych (utworzonych przez Sejm na mocy § 21 Statutu Krajowego). W tym zakresie pozycja Wydziału w stosunku do Sejmu stale rosła, gdyż w praktyce administracja rządowa przekazywała poszczególne majątki oraz fundusze wprost Wydziałowi Krajowemu. Z upoważnienia Sejmu Wydział administrował wyodrębnionymi częściami majątku krajowego, ukształtowanymi w postaci odrębnych funduszów czy przedsiębiorstw. Niezależnie od niejasności prawnych Wydział Krajowy sprawował nadzór nad organami samorządowymi: radami i wydziałami powiatowymi oraz samorządami Lwowa i Krakowa. Pełnił również częściowe funkcje nadzorcze w stosunku do samorządu gminnego.

## Skład i sposób urzędowania
Wydział Krajowy był powoływanym przez Sejm Krajowy na okres 6 lat (okres kadencji Sejmu Krajowego), ale w praktyce kadencja Wydziału trwała aż do wybrania nowego Wydziału Krajowego przez nowy sejm.Na czele zarówno Sejmu Krajowego, jak i Wydziału Krajowego stał marszałek krajowy. Członkowie Wydziału nie byli zależni od zaufania sejmu i nie mogli być przez sejm odwołani przed upływem ich kadencji. W skład Wydziału Krajowego do 1914 wchodziło 6 członków, później ich liczbę zwiększono do 8. Członkowie Wydziału (poza marszałkiem) pochodzili z wyborów sejmowych przeprowadzanych według zasady: po 1 członku z wyborów w ramach kurii wielkiej własności ziemskiej, połączonych kurii izb przemysłowo-handlowych i większych miast oraz kurii mniejszych miast i gmin wiejskich, a pozostałych 3 członków z wyborów ogólnosejmowych. W 1914 r. skład Wydziału został powiększony do 8 członków, przy czym zapewniono, że dwóch członków Wydziału będzie wybieranych przez posłów ukraińskich. Wybierano także 6 zastępców (potem 8), początkowo każdy z nich był przypisany do konkretnego członka. Wydział Krajowy był organem kolegialnym, podejmował decyzje w głosowaniu (wymagane kworum wynosiło 4 członków). Prawa głosu nie posiadał marszałek, on jednak podejmował decyzję w przypadku gdy głosy członków Wydziału rozłożyły się po równo, posiadał także prawo do wstrzymania uchwały Wydziału.  

## Struktury i działalność
Organizatorem Wydziału Krajowego w latach 70. XIX wieku był Leon  Ludwik Sapieha. Jego rządy tak  scharakteryzował Kazimierz Chłędowski książę Leon musiał już mieć wówczas około lat 60, ale był jeszcze bardzo krzepki i wytrwały w pracy. Zajmował stanowisko marszałka Sejmu Krajowego i prezesa Wydziału Krajowego, instytucji, która została stworzona w miejsce dawniejszego Wydziału Stanowego i dobijała się teraz o rozszerzenie swego zakresu działania. Jako najwyższa instytucja autonomiczna, starał się Wydział Krajowy o ile możności jak najwięcej agend odebrać Namiestnictwu, czyli raczej rządowym władzom administracyjnym, a własne czynności rozszerzyć. W ten sposób powoli i po długich walkach objął Wydział Krajowy we własny zarząd rozmaite fundacje, stypendia, kontrolę nad urzędami gminnymi, szpitale itd. Ks. Leon bardzo sumiennie  zajmował się tą czynnością, a wspierany przez dwóch niepospolitych ludzi, członków Wydziału Krajowego, jak Maurycy Kraiński i Oktaw Pietruski, był właściwym organizatorem tej instytucji. Z drugiej jednak strony ks. Leon dużo szkody wyrządził Wydziałowi, obsadzając mnóstwo posad ludźmi "par exellence" swoimi, tj. takimi, którzy byli klientami sapieżyńskiej partii. W ten sposób Wydział w ciągu lat zaludnił się byłymi majorami i pułkownikami z powstania 1863 r., którzy ani o Galicji, ani o jej potrzebach i administracji żadnego nie mieli wyobrażenia, inżynierami szkół francuskich, umiejącymi może dobrze budować koleje żelazne, ale niezdolnymi do naprawiania błotnistych dróg w Bełzkiem lub Sokalskiem, rachmistrzami, którzy co najwięcej lichwę o narobionych lekkomyślne długów liczyć umieli. Wielki kontygens do tej legii niezdarnych urzędników krajowych dostarczali zbankrutowani właściciele ziemscy, którzy mieli u ks. Sapiechów protekcje, tak że Wydział Krajowy niebawem wyglądał jak dom zaopatrzenia dla powstańców 1863 roku i dla szlacheckich inwalidów a nie jak najwyższa władza administracyjna.
Siedzibą Wydziału Krajowego był początkowo budynek Teatru hrabiego Skarbka, a następnie specjalnie wybudowany budynek przy ul. Kościuszki we Lwowie. Personel zatrudniony w Wydziale Krajowym wraz z rozszerzaniem się jego zadań stale rósł. Jednocześnie rosły jego kompetencje i wykształcenie. Przed wybuchem I wojny urząd był poważną instytucją zatrudniającą blisko tysiąc urzędników. W jego ramach działało sześć departamentów:
- departament I - zajmował się sprawami gminnymi, kultura narodową i wojskowością
- departament II - zajmował się budżetem, szkolnictwem zawodowym i górnictwem
- departament III - zajmował się rolnictwem, leśnictwem i rybołówstwem
- departament IV - prowadził księgi szlacheckie i zajmował się siecią drożną, kolejową i rzeczną
- departament V - zajmował się ochroną zdrowia
- departament VI - prowadził sprawy sejmowe i zajmował się bezpieczeństwem publicznym

Wydziałowi podlegały także m.in. takie instytucje jak: Bank Krajowy (powstały w 1883), Krajowe Biuro Melioracyjne (powstałe w 1878), Krajowa Komisja do Spraw Przemysłu (powstała w 1888), Biuro Patronatu dla Spółek Oszczędnościowych i Pożyczek (powstałe w 1899 i kierowane przez Franciszka Stefczyka). W ramach swej działalność Wydział Krajowy współpracował ściśle z organami samorządu gospodarczego - trzema izbami handlowo-przemysłowymi w Krakowie, Lwowie, Brodach oraz licznym organizacjami gospodarczymi, przede wszystkim z Galicyjskim Towarzystwem Kredytowym Ziemskim, Galicyjskim Towarzystwem Gospodarskim, Krakowskim Towarzystwem Rolniczym.  
Jak pisze autor monografii Wydziału Krajowego Marian Małecki - dzieje wydziału krajowego to także liczne działania nie tylko ściśle prawne i administracyjne, ale i reprezentacyjne: jak troska o należyty pobyt cesarza w Galicji, oddawanie czci Stolicy apostolskiej z powodu śmierci lub wyboru następcy św. Piotra, to korespondencja mimo pewnych obostrzeń prawnych z innymi wydziałami Przedlitawii ale i obcymi państwami jak chociażby ze Stanami Zjednoczonymi, a konkretnie z Biblioteką Federalną w Waszyngtonie, to wreszcie organizacja wystaw sławiących dawne dzieje Polski jak dwustulecie odsieczy wiedeńskiej z udziałem Juliusza Kossaka jako przedstawiciela tegoż Wydziału w Wiedniu. Do tego dochodził mecenat wielkich wyzwań narodowych jak powstanie Muzeum Narodowego w Krakowie, ale i mniejszych jak Tytusa Chałubińskiego w Zakopanem, to pomoc materialna w powstaniu Akademii Umiejętności, to dbałość o rozwój kultury poprzez finansowanie działalności teatrów i mniejszych projektów organizowanych poza Lwowem, to wreszcie współpraca a prywatnie zażyłe stosunki z demiurgami ówczesnej kultury narodowej: Janem Matejką, Kornelem Ujejskim, Teofilem Lenartowiczem, rodziną Kossaków, Henrykiem Siemiradzkim, Józefem Kraszewskim i wieloma innymi.
W latach I wojny światowej Wydział Krajowy zastępował niezwoływany w tym czasie Sejm Krajowy. Jego pracami kierował wówczas po rezygnacji Adama Gołuchowskiego jako marszałek krajowy Stanisław Niezabitowski. Struktury Wydziału Krajowego zlikwidowano ostatecznie w 1922 roku przekazując je Tymczasowemu Wydziałowi Samorządowemu. Ten ostatni istniał do 1926 kiedy dokonano ujednolicenia całej administracji polskiej.

## Literatura
- Wydział Krajowy jako organ samorządu, w: Historia Państwa i Prawa, pod red. Juliusza Bardacha, t. 4. Konstanty Grzybowski, Od uwłaszczenia do odbudowy Państwa, Warszawa 1982, s. 318-320
- Marian Małecki, Wydział Krajowy Sejmu Galicyjskiego. Geneza, struktura i zakres kompetencji, następstwo prawne, Kraków 2014, ISBN 978-83-7638-441-2
- Stanisław Grodziski: Sejm Krajowy galicyjski 1861-1914. Warszawa: Wydawnictwo Sejmowe, 1993. ISBN 83-7059-052-7.